# 弗雷德堡
弗雷德堡是德国石勒苏益格－荷尔斯泰因州的一个市镇。总面积10.09平方公里，总人口31人，其中男性14人，女性17人（2011年12月31日），人口密度3人/平方公里。